# Arsenat de cobalt(II)
L'arsenat de cobalt(II) és un compost inorgànic, del grup de les sals, que està constituït per anions arsenat {\displaystyle {\ce {AsO4^{3-}}}} i cations cobalt (2+) {\displaystyle {\ce {Co^{2+}}}}, la qual fórmula química és {\displaystyle {\ce {Co3(AsO4)2}}}. S'ha emprat com a pigment (violat cobalt).

## Propietats

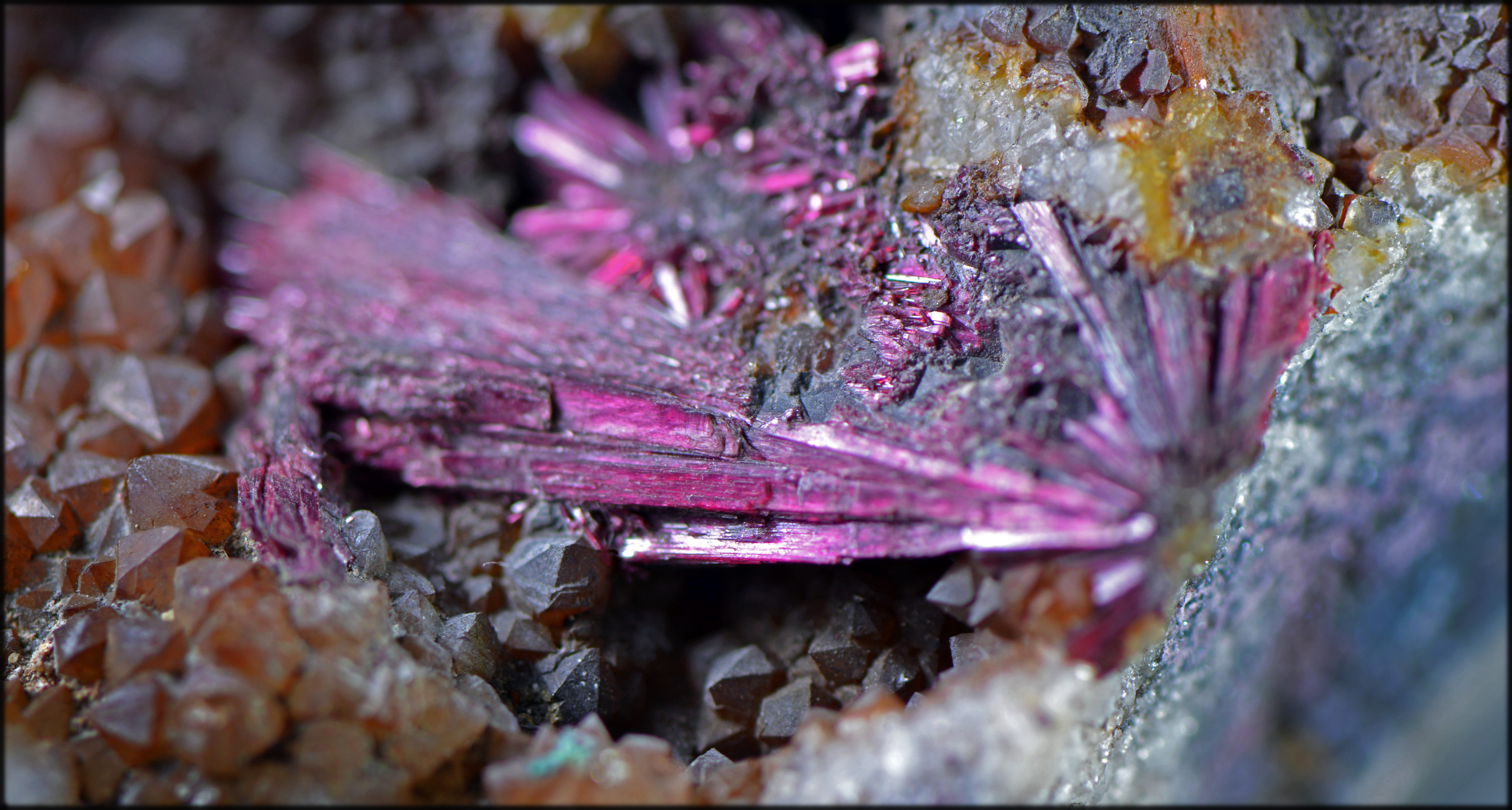
Agulles violades d'eritrita del Marroc (Muséum d'Histoire Naturelle de Lille)

L'arsenat de cobalt(II) es presenta en forma de fines agulles de color de rosa a vermell. Cristal·litza en el sistema monoclínic. Forma l'hidrat {\displaystyle {\ce {Co3(AsO4)2*8H2O}}} i perd tota l'aigua de cristal·lització en escalfar-lo a 400 °C. Descompon a 1000 °C formant el compost {\displaystyle {\ce {Co4As2O11}}}. Té una densitat de 2,9–3,1 g/cm³ i és soluble en aigua, en dissolucions diluïdes d'àcids i d'amoníac. Hom pot trobar-lo de manera natural al mineral eritrita.

## Aplicacions
L'arsenat de cobalt(II) s'empra com a pigment i se'l coneix per violat cobalt 14 o CI 77350. Actualment rarament s'utilitza per la seva toxicitat. Ha estat substituït per l'ús de fosfat de cobalt(II) i fosfat d'amoni i cobalt(II). L'arsenat de cobalt(II) fou utilitzat com a colorant en pintures, vidres i esmalts.